# 張展南
張展南（ちょう てんなん）は中華人民共和国の軍人。中国人民解放軍海軍副司令員。海軍中将。

## 略歴
1968年、中国人民解放軍に入隊。1970年、中国共産党に入党。海軍大連艦艇学院卒業後、護衛艦雷達（レーダー）技師、航海長、航海業務長、護衛艦副艦長、駆逐艦副艦長、護衛艦艦長、駆逐艦艦長、駆逐艦第6支隊参謀長、支隊長、海軍大連艦艇学院院長、海軍副参謀長を歴任。1998年、海軍少将。
2003年6月、済南軍区副司令員兼北海艦隊司令員に任命。2004年、海軍中将に昇進。2006年5月、海軍副司令員に任命。
| 軍職        | 軍職                                   | 軍職        |
| ----------- | -------------------------------------- | ----------- |
| 先代 丁一平 | 北海艦隊司令員 第11代：2003.06-2006.05 | 次代 蘇士亮 |